# Alexander Rabe
Alexander Rabe (* 18. Juli 1975 in Frankfurt am Main) ist ein deutscher Internetexperte und Kommunikationswissenschaftler. Seit 2018 ist Rabe Geschäftsführer des Eco – Verband der Internetwirtschaft. Er ist zudem Mitglied des Beirats Digitalstrategie Deutschland der Bundesregierung und Beirat bei der Koordinierungsstelle für Digital Dienste in der Bundesnetzagentur.

## Beruflicher Werdegang
2016 kam Rabe zum eco als Mitglied der Geschäftsleitung für den Geschäftsbereich Politik und Recht und verantwortete in dieser Funktion die Standorte des Verbands in Berlin und Brüssel.
Seit 2018 ist Alexander Rabe – zunächst gemeinsam mit Harald A. Summa, seit 2023 gemeinsam mit Andreas Weiss – Geschäftsführer des eco-Verband der Internetwirtschaft e.V. eco ist die Muttergesellschaft des Betreibers des Internetknotens DE-CIX mit Sitz in Frankfurt am Main. Rabe repräsentiert den Verband gegenüber Stakeholdern der Bundes- und Europapolitik, unter anderem im Rahmen von Aktivitäten für den Digitalgipfel für das BMWK, BMDV, BMI und BMBF.
Rabe ist Mitinitiator der 2018 gegründeten Allianz zur Stärkung digitaler Infrastrukturen in Deutschland. Gemeinsam mit deren Mitgliedern und Unterstützern wie etwa dem Fraunhofer-Verbund IUK, Bundesverband Künstliche Intelligenz oder Bundesverband IT-Mittelstand ist seit 2020 der Themenkomplex „Digitalisierung und Nachhaltigkeit“ in den Fokus der Arbeit gerückt. Unter anderem wird die konsequente Nutzung von Abwärme aus Rechenzentren als auch eine beschleunigte Energiewende für den Standort Deutschland für effiziente Nutzung der Nachhaltigkeitspotentiale der Digitalisierung gefordert.
Vor seiner Tätigkeit für eco – Verband der Internetwirtschaft e.V. war Rabe unter anderem von 2010 bis 2016 in verschiedenen Funktionen für die Gesellschaft für Informatik (GI) aktiv, zuletzt als Hauptgeschäftsführer. 2010–2011 dozierte er am Institut für Marketing und Kommunikation Berlin.
Seit 2023 ist Rabe Mitglied des Beirats Digitalstrategie Deutschland der Bundesregierung.
Auf Vorschlag des Deutschen Bundestags vom 4. Juli 2024 wurde Rabe von Bundesminister Robert Habeck im Einvernehmen mit dem BMDV in den Beirat bei der Koordinierungsstelle für Digital Dienste in der Bundesnetzagentur berufen.

## Schwerpunkte
Rabe fokussiert in seiner Arbeit die Stärkung digitaler Bildung auf allen Ebenen. Er war Organisator und Mitunterzeichner der ersten Dagstuhl-Erklärung, die ein ganzheitliches Verständnis in diesem Bereich in den Mittelpunkt stellt.
Darüber hinaus richtet sich Rabe gegen jegliche Form staatlicher Digital-Überwachung, den Aufbau von potentiellen Zensurinfrastrukturen im Internet (Uploadfilter), die Vorratsdatenspeicherung (VDS), die Nutzung von Zero Day Exploits für den sogenannten Staatstrojaner oder Gesetzesinitiativen wie dem Netzwerkdurchsetzungsgesetz (NetzDG) und Fake News.
In Sachen Digitaler Souveränität setzt sich Rabe immer wieder für eine stärkere Rolle Europas ein, zuletzt durch das Engagement bei GAIA-X, wo eco noch vor dem offiziellen Start eng eingebunden war, hiernach Day One Member wurde und die technischen Grundlagen der so genannten Federation Services für GAIA-X koordiniert.

## Weitere Aktivitäten und Ehrenämter
Alexander Rabe ist:
- Beirat des Weizenbaum Instituts[16]
- Gewähltes Mitglied im Präsidium der Gesellschaft für Informatik e.V. (GI)[17]
- Mitglied im GI-Wirtschaftsbeirat und Mitglied im Beirat IT-Weiterbildung der GI[18]
- Stellvertretender Sprecher der GI-Regionalgruppe Berlin/Brandenburg[19]
- Mitglied der Sektion „Bildung in der digitalen Transformation“ der BMBF-Digital-Gipfel-Plattform „Lernende Systeme | Digitale Kompetenzen“[20]
- Mitglied im Beirat Digitales des VZBV (mittlerweile aufgelöst)[21]
- Mitglied der Steuerungsgruppe für die Normungsroadmap zu Künstlicher Intelligenz[22]
- Mitzeichner der Deklaration für Meinungsfreiheit[23]
- Mitinitiator der Allianz zur Stärkung digitaler Infrastrukturen in Deutschland[24]
- Mitglied im Beirat „Marktwächter Digitale Welt“ der Bundeszentrale Verbraucherschutz (VBZV)[18]
- Teil der Jury des Innovationspreis Berlin/Brandenburg für das Cluster IKT[25]

## Veröffentlichungen
- "Strategische Grenzen des Wachstums", 2008, VDM Verlag. ISBN 978-3639075090